# Mizuki Kawashita
Mizuki Kawashita (jap. 河下 水希, Kawashita Mizuki; * 30. August in Shizuoka, Japan; auch Mikan Momokuri (桃栗 みかん, Momokuri Mikan)) ist eine japanische Manga-Zeichnerin und Illustratorin.

## Karriere
Ab Anfang der 1990er Jahre kreierte Mizuki Kawashita Illustrationen für das Boys-Love-Magazin June. 1993 brachte sie den Dōjinshi Innocent als Amateurzeichnerin heraus. Professionelle Comic-Veröffentlichungen folgten ab 1994 unter dem Pseudonym Mikan Momokuri für den Shūeisha-Verlag. In dessen Manga-Magazin Office You erschien von 1994 bis 1995 ihre erste Serie Kōkō Danshi – Boys, die sie nach einem Szenario von Sakura Kai (花衣 沙久羅, Kai Sakura) gestaltete.
Mit Sora no Seibun legte sie 1997 einen Boys-Love-Manga über eine Liebesbeziehung zwischen zwei Männern vor, bevor sie ab 1998 für das Magazin Bouquet arbeitete. In diesem Magazin publizierte sie die Serien Akane-chan Overdrive und Kaede Taifūn. In Akane-chan Overdrive geht es um einen Jugendlichen, der stirbt, indem er über eine Flasche stolpert, aber noch eine Lebenschance bekommt, als sein Gehirn in den Körper eines Mädchens eingepflanzt wird.
Während die Zeichnerin all ihre bis dahin gezeichneten Shōjo- und Josei-Mangas als Mikan Momokuri für eine weibliche Leserschaft gezeichnet hatte, wandte sie sich 2000 mit ihrer Serie Lilim Kiss als Mizuki Kawashita erstmals einem männlichen Publikum zu. Dieser Shōnen-Manga über einen Jugendlichen, der eine attraktive Teufelin entdeckt, die nur am Leben bleiben kann, wenn sie regelmäßig Jungen küsst, war bis 2001 im auflagenstärksten Manga-Magazin, dem wöchentlich erscheinenden Shōnen Jump, zu lesen.
Ihr größter Erfolg gelang Kawashita mit dem Comic 100% Strawberry, der von 2002 bis 2005 im Shōnen Jump veröffentlicht wurde. Diese Liebeskomödie um einen Jungen inmitten mehrerer Mädchen wurde als Anime-Fernsehserie umgesetzt und in mehrere Sprachen übersetzt. Die 19 Sammelbände des Mangas verkauften sich über fünf Millionen Mal.
Neben ihrer Tätigkeit als Comiczeichnerin illustriert sie auch Bücher, unter anderem von Autoren wie Satomi Kikawa und Kana Hibikino.

## Werke
als Mikan Momokuri:
- Kōkō Danshi – Boys (高校男子-BOYS-), 1994–1995, 1 Band (gemeinsam mit Sakura Kai)
- Sora no Seibun (空の成分), 1997, 1 Band
- Akane-chan Overdrive (あかねちゃん OVER DRIVE), 1998–2000, 2 Bände
- Kaede Taifūn (かえで台風), 1999, 1 Band

als Mizuki Kawashita:
- Lilim Kiss (りりむキッス), 2000–2001, 2 Bände
- 100% Strawberry (いちご100%, Ichigo 100%), 2002–2005, 19 Bände
- Hatsukoi Limited. (初恋限定.), 2007–2008, 4 Bände
- Ane Doki (あねどきっ), 2009–2010, 3 Bände
- G-Maru Edition (Ⓖえでぃしょん), 2010–2012, 2 Bände